# Irena Stelmachowska

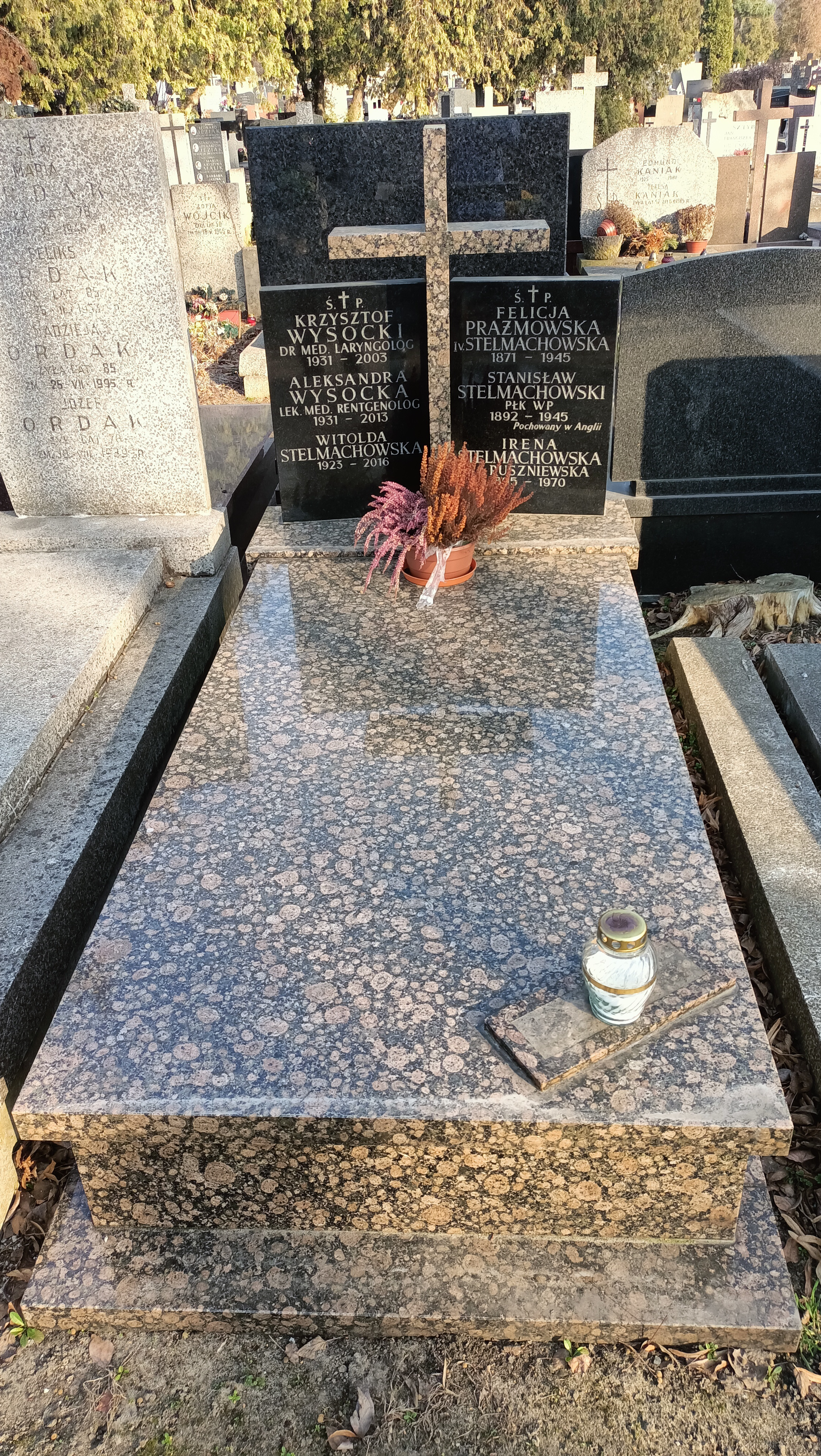
Grób Ireny Stelmachowskiej na cmentarzu Bródnowskim w Warszawie

Irena Stelmachowska (ur. 9 października 1895 w Warszawie, zm. 23 lutego 1970 tamże) – polska Sprawiedliwa wśród Narodów Świata.

## Życiorys
Podczas okupacji niemieckiej Irena Stelmachowska domo Ruszniewska działała w konspiracji. Mieszkała przy warszawskiej ulicy Gomółki 20 razem z dwoma córkami: Witoldą i Aleksandrą, podczas gdy jej mąż płk. Stanisław Stelmachowski mieszkał w Wielkiej Brytanii pracując w Sztabie Głównym Polskiego Rządu na Uchodźstwie w Londynie. Stelmachowska udzieliła schronienia zagrożonym prześladowaniem ze względu na żydowskie pochodzenie zbiegłym z lwowskiego getta Ewie Annie Schutz i jej synowi Janowi. Zorganizowała dla Jana bezpieczne miejsce w szkole dla pracowników mundurowych. Podczas powstania warszawskiego razem z ukrywaną Schultz opatrywała rannych, podczas gdy Jan Schultz był łącznikiem. Po upadku powstania Stelmachowska razem z ukrywanymi trafiła do obozu w Pruszkowie, gdzie grupa została rozdzielona. Schultzowie zostali wysłani do obozu pracy w Austrii, a po wyzwoleniu już nie wrócili do Polski. Pochowana na cmentarzu Bródnowskim w Warszawie (kwatera 95A-6-29).
28 grudnia 1988 roku Irena Stelmachowska oraz jej córka Witolda Stelmachowska zostały odznaczone medalem Sprawiedliwy wśród Narodów Świata.